# Planina Gornja
Planina Gornja település Horvátországban, Zágráb főváros Szeszvete városnegyedében. Közigazgatásilag a fővároshoz tartozik.

## Fekvése
Zágráb városközpontjától légvonalban 16, közúton 26 km-re északkeletre, a Medvednica-hegység keleti részének déli lejtőin, a Kašina-patak mentén fekszik.

## Története
Planina első írásos említése 1209-ben történt „locus qui dicitur Planina” alakban. 1279-ben „Planina terra” néven birtokként említik. E forrásokból kiderül, hogy a 13. század elején a johanniták a Lipa-hegy lábánál Szent György tiszteletére szentelt templomot és kolostort építettek. Ez később is „monasterium s. Georgii de Planina” néven említik. Ennek a megmaradt részeire épült aztán a mai Szent György kápolna. Planina a középkorban egy ideig külön birtokot képezett, melynek központja egy Gradec nevű dombon állt. A 19. század végén a kašinai öregek egy Pogányvárról beszéltek, mely a Szent György kápolnával átellenben állt és ahol egy halastó is volt. Ezt a helyet a kápolnától egy kilométerre emelkedő magaslattal azonosították. Itt egy ellipszis alakú, fából és földből épített vár állhatott, amelynek keleti oldalán árok (vagy két árok) nyoma található. A tetején földút és sánc nyomai vehetők ki, melyet régészeti lelőhelyként jelölnek meg. Nyugati és déli oldalán kisebb mélyedések láthatók, valószínűleg a faházak maradványai a kultúrréteg látható nyomai nélkül. A zágrábi történeti levéltárban található dokumentumok között szerepel Károly Róbert 1328-ból származó oklevele, amely megerősíti a zágrábi káptalant Kašinai birtokában és leírja a határvonalat a káptalani birtok és „Castrum antiquum Paganorum” területe között.
Az első katonai felmérés térképén „Planina” néven található. Lipszky János 1808-ban Budán kiadott repertóriumában „Planina” néven szerepel. Nagy Lajos 1829-ben kiadott művében „Planina” néven 58 házzal, 509 katolikus vallású lakossal találjuk. A 19. században a falu terület két részre, Planina Donja és Planina Gornja részekre oszlott.
A település Zágráb vármegye Zágrábi járásához tartozott. 1941 és 1945 a Független Horvát Állam része volt, majd a szocialista Jugoszlávia fennhatósága alá került. 1991-től a független Horvátország része. 1991-ben lakosságának 99,6%-a horvát nemzetiségű volt. A településnek 2011-ben 247 lakosa volt.

## Népessége
| Lakosság változása | Lakosság változása | Lakosság változása | Lakosság változása | Lakosság változása | Lakosság változása | Lakosság változása | Lakosság változása | Lakosság változása | Lakosság változása | Lakosság változása | Lakosság változása | Lakosság változása | Lakosság változása | Lakosság változása | Lakosság változása |
| ------------------ | ------------------ | ------------------ | ------------------ | ------------------ | ------------------ | ------------------ | ------------------ | ------------------ | ------------------ | ------------------ | ------------------ | ------------------ | ------------------ | ------------------ | ------------------ |
| 1857               | 1869               | 1880               | 1890               | 1900               | 1910               | 1921               | 1931               | 1948               | 1953               | 1961               | 1971               | 1981               | 1991               | 2001               | 2011               |
| 0                  | 0                  | 0                  | 0                  | 0                  | 0                  | 0                  | 0                  | 0                  | 0                  | 0                  | 275                | 270                | 266                | 248                | 247                |

(1961-ig lakosságát Planina néven Planina Donjához számították.)

## Nevezetességei
A Medvednica északi oldalán található 635 méteres Tepčina špica nevű magaslat déli, nyugati és keleti oldalában összeomlott fal és egész tégladarabokkal vegyes mészhabarcs maradványai találhatók. Finoman őrölt téglamaradványok a vakolat maradványaiban nem figyelhetők meg. A fennsík északi oldalán nincsenek tégla vagy fa védőfal nyomai. Az összeomlott fal keleti oldalán, Laz felé, lejtős terep maradványai láthatók, a lábánál védőárokkal. A Tepčina špica tetején számos ritka, ókori eredetű kerámia töredék került elő, de vastagabb kultúrréteg nem látható rajta. A hegy geostratégiai helyzete és a történelmi dokumentumok arra utalnak, hogy késő ókori erődítményről van szó. A késő középkorban megemlítik a hegyen át Grazig haladó postautat, amely a Tepčina špica alatt nyugat felé haladt, ami megengedi a kisebb középkori erődítmény lehetőségét is.
A Babić család malma a 19. század második felében épült, Planina Gornjától délre, a Vukov dol-pataknál, ahol a legenda szerint egykor a falutól északra és délre 11 malom működött. A bejárattól jobbra található gerendán a B. Z. monogram látható. A malom kisebb egyterű épület, téglalap alaprajzzal, nyeregtetővel, hódfarkú cseréppel fedve. Vízszintesen egymásra rakott fagerendákból épült, alacsony kőalapra helyezve. Bejárati ajtón, a déli homlokzaton íves áthidalók láthatók, de más fénynyílások nincsenek. Részben megmaradt a túlfolyó a malomkerék vízszintes tengelyével.